# Бадб
Бадб («Ворона») — богиня війни в ірландській міфології. Вона зображалася і як окремий персонаж, і у вигляді одного з аспектів триєдиної богині Морріган; двома іншими були Немейн і Маха. В результаті подальшого розвитку міфології Бадб, Маха і Немейн перетворилися на банши — дух, стони якого провіщали смерть, у тому числі і тим, хто не брав участь в битві.
Вважалося, що поява Бадб під час битви надавала воїнам відвагу і божевільну хоробрість, а відсутність, навпаки, викликала невпевненість і страх. Від дій Бадб неабиякою мірою залежав результат битв.

## «Ворона битви»
Своє ім'я богиня одержала за те, що згідно з переказами вона з'являється на полі битви у вигляді ворони. Хоча тут дуже важко провести чітку грань, оскільки, наприклад, в битві при Маг Туїред цю зовнішність прийняла сама Морріган. Відома і інша сага, де саме Бадб, а не Морріган загрожує Кухуліну. Образ Бадб змішується і з образом Немайн. Це наштовхує на думку, що, схоже, самі ірландці не дуже розрізняли богинь, які по суті можуть бути й однією богинею.

## «Сильний Холод і Вітер, Високий Очерет»
Є цікаві згадки про якигось супутника, з яким бачили цю богиню. Про нього відомо небагато, оскільки навіть в сагах, що описують його, він небагатослівний. Сама Бадб дала своєму супутнику ім'я «Сильний Холод і Вітер, Високий Очерет». Цей чоловік описується по-різному, але, мабуть, його незмінною ознакою є те, що він несе зброю.